# 串山真理
串山 真理（くしやま まり、1984年7月25日 - ）は、元広島ホームテレビのアナウンサー。広島県呉市出身。広島修道大学人文学部英語英文学科卒業。身長は158cm。血液型はA型。

## 略歴・人物
2007年4月に日本海テレビジョン放送に入社。2007年10月から2012年3月の退社まで、夕方のニュースのキャスターならびに鳥取県県政テレビ『とっとりTRY!』のメインキャスターを務めるなど、数々のローカル番組に出演した。
2012年4月に広島ホームテレビに入社。
広島ホームテレビアナウンサー山田幸美、小嶋沙耶香の「勝ちグセ。娘」に森本晴香と共に加入しメンバーを務めた（坪山奏子卒業後の加入）。
その後、出産のため2017年3月末をもって広島ホームテレビを退社したが、2018年11月に復職した。
趣味は「音楽鑑賞、ライブに行くこと、魚釣り、雑貨屋めぐり」。
日本さかな検定2級。
2020年6月放送の『ココ!ブランニュー』で産休に入ったことが明らかにされた。広島ローカルタレントの笹原綾乃が代打MCを務めている。

## エピソード

### 日本海テレビ時代
- 日本海テレビの殿垣内薫と同期[6]。ともに広島県出身で、しかも生年月日が同じということもあり、日本海テレビ在籍時には2人合わせて「串殿」とよく呼ばれていた（『とっとりWhy?』内の「串×殿の修行させていただきます」など)。[注 1]
- 2007年6月4日の昼の『NKTニュース』でニュースデビューを果たす。
- 2011年7月1日 日本さかな検定[7] 2級を取得。
- 2011年4月から2012年3月まで音楽番組『1ch Music』の司会を担当。同番組において、「アナウンサーになろうと思ったきっかけも音楽番組を見てです」と音楽番組を担当することが念願の夢だったことを明かした[8]。

## 現在の出演
- 届け!ひろしま応援歌（2022年 - ）リポーター
- ピタニュー 金曜「推しピタ」（2023年 - ）リポーター

## 過去の出演番組
大学生時代
- カープっ娘TV（テレビ新広島　2003年4月 - 2005年3月31日）

日本海テレビ
- Newsリアルタイム日本海（2007年10月4日 - 2010年3月26日、木曜・金曜キャスター）
- ニュースevery日本海（2010年4月1日 - 2012年3月23日、木曜・金曜キャスター）
- とっとりWhy? （不明 - 2009年3月28日）
- とっとりTRY! （2009年4月5日 - 2012年3月4日）
- 1ch Music （2011年4月2日 - 2012年3月31日）
- NKTニュース
- よじまえニュース
- NKTニューススポット

広島ホームテレビ
- HOME Jステーション（2012年4月5日 - 、サブキャスター・気象情報コーナー担当）
- あっぱれ!熟年ファイターズ（2012年4月7日 - ）
- アグレッシブですけど、何か?（2012年8月1日・10月17日・10月24日、不定期出演）
- 勝ちグセ。サンデー恋すぽ（2015年10月4日 - 2016年3月20日）
- ひろしま深掘りライブ フロントドア（2016年4月 - 2017年3月25日）[9]
- 恋とか愛とか（仮）（2018年12月）ナレーション
- ドキュメント広島SP「消えゆくまちの現在は〜横川ガード下の3年間〜」（2018年12月28日）リポート・ナレーション
- ココ!ブランニュー（2018年12月 - 2020年）MC
- HOME NEWS
- 5up!サタデー（2022年 - ）リポーター

## イベント
- 広島修道大学 入学式（2014年・2015年[2][10]）司会